# Shichiro Enjoji
Pour les articles homonymes, voir Enjoji.
 (septembre 2013).
Shichiro Enjoji  est un peintre de natures mortes, figuratif à tendance abstraite japonais du XXe siècle, né en 1950 à Kitakyshu. Actif en Espagne depuis 1974.

## Biographie
Shichiro Enjoji étudie la peinture dans son pays natal jusqu'en 1973, puis il s'établit à Barcelone l'année suivante.
Il figure dans des expositions collectives, dont: en 1977, Foire internationale de Bâle — en 1980, IIIe Biennale de Peinture Contemporaine, Barcelone — en 1981, Galerie Étienne Causans, Paris — en 1982, Arco 82, Madrid et Tarragone — en 1985, Sale de la Caixa Barcelone — en 1985, Galerie Sébastien Petit Lérida — en 1988, Arco 88 Madrid; Sala de la Caja Madrid et Barcelone.
Il montre aussi ses œuvres dans des expositions personnelles: en 1977, 1980, 1982 Galerie Trece Barcelone — en 1981, Galerie Collage Madrid et Fondation Joan-Miró Barcelone — en 1986, Galerie Maeght Barcelone.
Il reçoit le Prix International de Dessin Joan Miró en 1979.

## Style et technique - Influence
Dans des œuvres comme Transformateur ou Trois poires sur une assiette, il reproduit des objets selon les lignes de force qui les distinguent. À partir d'une réticule rigide qu'il prend pour base, il développe un système, plus ou moins poussé, de petits rectangles (transformables en losanges ou en triangles), si bien que certaines de ses toiles atteignent à une totale abstraction par rapport à la représentation des éléments de la réalité dont elles s'inspirent.
La démarche de l'artiste n'étant pas sans rappeler le dynamisme de l'œuvre de Marinetti.